# Holmsjön (Kvistbro socken, Närke)
Holmsjön är en sjö i Lekebergs kommun i Närke och ingår i Norrströms huvudavrinningsområde. Sjön har en area på 0,073 kvadratkilometer och ligger 163,5 meter över havet.

## Delavrinningsområde
Holmsjön ingår i det delavrinningsområde (656786-143097) som SMHI kallar för Inloppet i Ölen. Medelhöjden är 152 meter över havet och ytan är 29,14 kvadratkilometer. Det finns inga avrinningsområden uppströms utan avrinningsområdet är högsta punkten. Svartån som avvattnar avrinningsområdet har biflödesordning 2, vilket innebär att vattnet flödar genom totalt 2 vattendrag innan det når havet efter 297 kilometer. Avrinningsområdet består mestadels av skog (86 procent). Avrinningsområdet har 2,93 kvadratkilometer vattenytor vilket ger det en sjöprocent på 10 procent.